# Joseph Weiß (Maler)

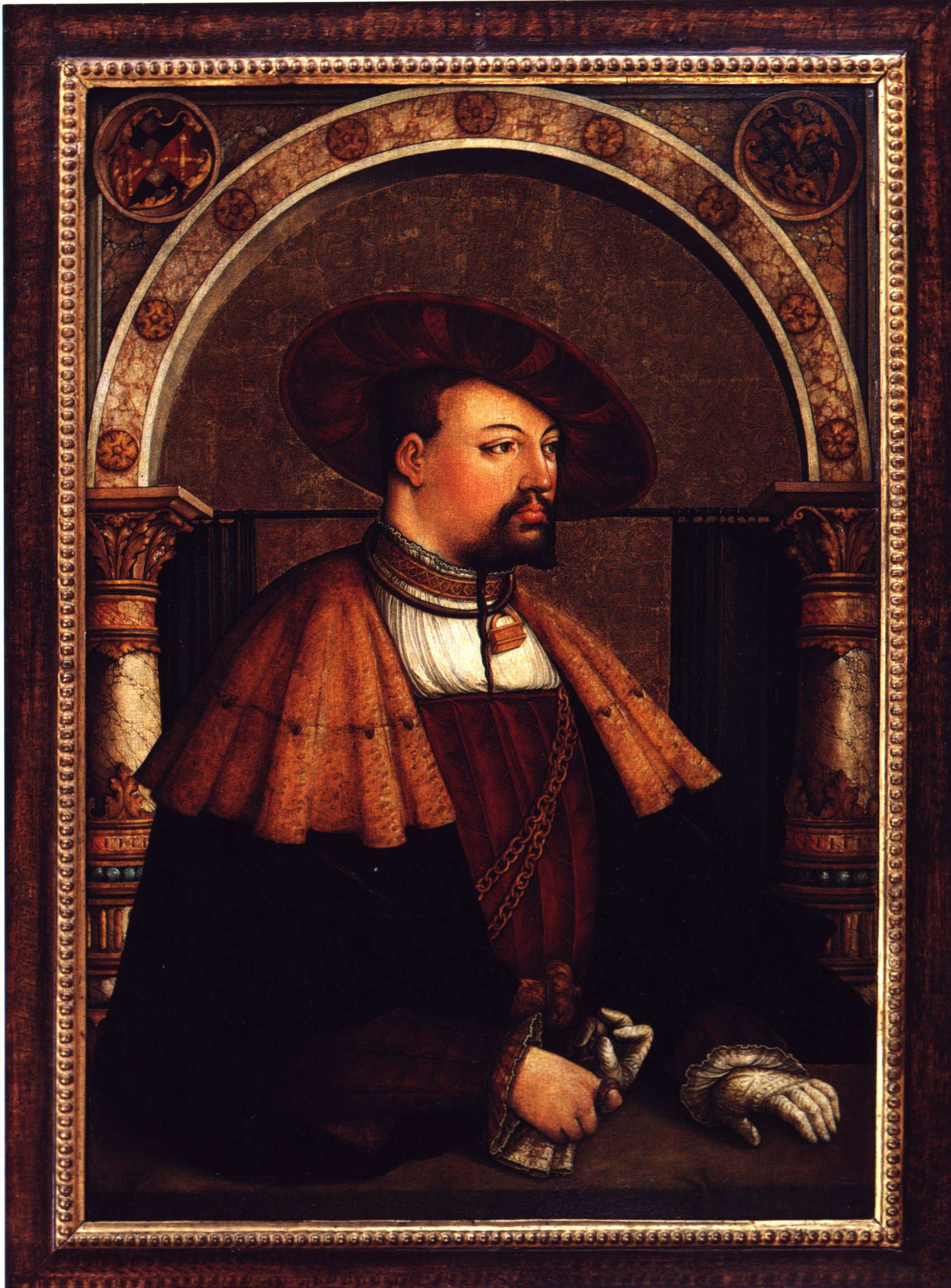
Eitel-Friedrich III. von Zollern, Joseph Weiß zugeschrieben

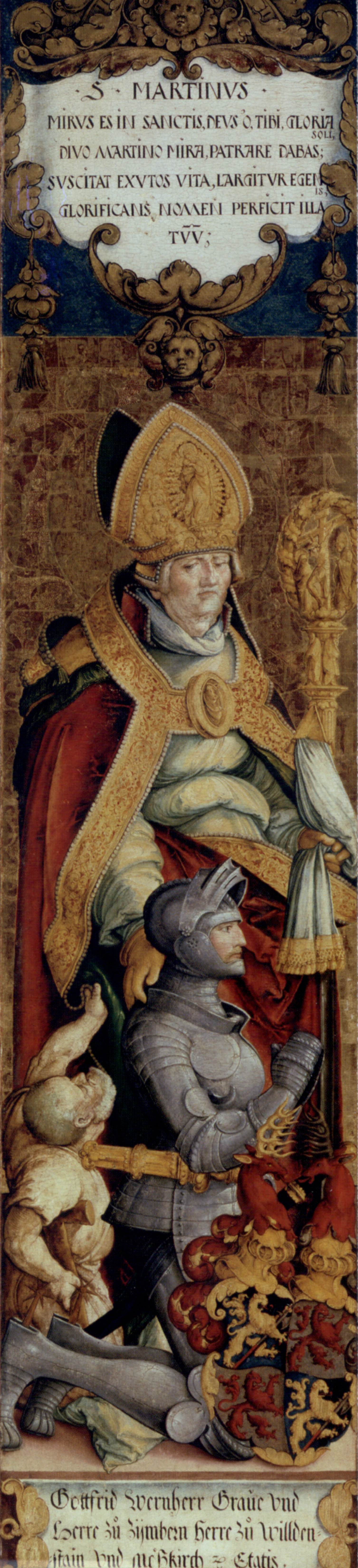
Meister von Meßkirch: Dreikönigsaltar, Meßkirch: Seitenflügel, innen, links: Hl. St. Martin von Tours mit Stifterfigur Gottfried Werner von Zimmern

Joseph Weiß, auch Joseph Weiß Maler von Balingen (* 1487 oder 1488 in Balingen; † nach 1565 in Balingen) war ein deutscher Maler der Renaissance.
Er entstammt einer Balinger Malerfamilie. Sein Vater Marx Weiß der Ältere († nach 1518) und sein Bruder Marx Weiß der Jüngere (* vor 1518 in Balingen; † 25. Februar 1580 in Überlingen) waren ebenfalls Maler. Sein Bruder Samson war Hofgerichtsprokurator in Rottweil. Jüngste Forschungen von Anna Moraht-Fromm und Hans Westhoff bringen ihn mit dem Meister von Meßkirch in Verbindung. Die entsprechende Argumentation folgt unten.

## Leben
Eine Musterungsliste der Stadt Balingen von 1523 nennt Joseph, Maler, 35-jährig, womit sich sein Geburtsjahr auf 1487 oder 1488 eingrenzen lässt.
Die Sebastiansbruderschaft, eine Gesellschaft, die sich der Organisation von Festgottesdiensten für den Pestheiligen Sebastian widmete und die dadurch erhaltenen Einnahmen (Votivkerzen, Almosen etc.) für die Armenpflege verwendete, verzeichnet 1521 einen Joseph, mäler. Zwischen 1522 und 1525 wird er ununterbrochen als Pfleger der Bruderschaft genannt.
Von 1527 bis 1532 war er auch ehrenamtlicher Bürgermeister, also verantwortlich für die Verwaltung der städtischen Einnahmen und des Vermögens sowie der Aufbewahrung der Stadtsiegel.
Lagerbücher und Musterungslisten nennen ihn zwischen 1502 und 1565 regelmäßig in Balingen. In einer Türkensteuerliste von 1542 steht der Name Marx Maler unmittelbar hinter Joseph Maler, so dass angenommen werden kann, dass diese zu diesem Zeitpunkt zusammengelebt und wohl auch gearbeitet haben. Das Haus wird laut Urbar von 1543 als Eckhaus bei der Pfarrkirchen, laut Balinger Weltlichem Lagerbuch Nr. 45 von 1560 wie folgt beschrieben: „zinset järlich ußer seinem eckhaus zwischen der kirchgaßen und Balthas mangmaisters, hinderhaus gelegen, stoßt vornen uff die gaßen und hinden uff ain lere hofstat, acht heller zins“, d. h. in der Nähe der heutigen Oberen Kirchgasse. Darüber hinaus besaß er mehrere Gärten und Wiesen sowie einen Weingarten an der Gallenhalde im Engelestäle. Auf Grund des geringen Hofstattzinses von nur acht Hellern kann das Haus nicht sehr groß gewesen sein.
Von seinen künstlerischen Tätigkeiten ist in Balingen, von einer Ausnahme abgesehen, nichts bekannt. Bei der Renovierung der Kugel der Kirchturmspitze 1743 fand man eine zwischenzeitlich verloren gegangene Urkunde aus dem Jahr 1541, die 1914 noch im Dekanatsarchiv vorlag. Im Stadtarchiv hingegen wurde die Kopie ordentlich verwahrt.
Darin heißt es: „Ouch hat vergilt Joseph Weiß Maler zu Balingen den Sternen und den Mond daruf“. Es ist dies auch die einzige Urkunde, die den Namen Weiß explizit nennt.

## Zur Frage der Identität mit dem Meister von Meßkirch
Schlüssel ist ein postumes Porträt Graf Eitelfriedrichs III. von Zollern. Zunächst wird dieses anhand stilistischer Übereinstimmungen als Werk des Meisters von Meßkirch identifiziert. Hier wird besonders auf die Übereinstimmung der künstlerischen Gestaltung des Goldhintergrundes mit dem Altarflügel des Meßkircher Hochaltars hingewiesen: „nach der Gravur mit einem teils floralen (Lilien) teils figurativen Muster (Puttenköpfe und Vasen) wurden die Zwischenräume mit Punzierungen in übereinstimmender Größe gefüllt. Diese Art des Musters findet sich im schwäbischen Raume sonst nirgendwo.“
Dendrochronologische Untersuchungen haben ergeben, dass das benutzte Tannenholz im Jahre 1557 geschlagen wurde, bei einer Mindestlagerzeit von zwei Jahren das Gemälde also ab 1559 entstanden sein dürfte. Als Vorlage für das Porträt wurde ein Tafelbild von 1520 gewählt, dessen Maße im Verhältnis 1:3 übernommen wurden. Der Anlass für die Anfertigung eines solchen repräsentativen Porträts wird in der Belehnung Karls I. von Zollern mit den Grafschaften Sigmaringen und Veringen am 23. März 1561 angenommen, als „bildgewordene Legitimation“ in einer instandgesetzten Ahnengalerie.
Moraht-Fromm/Westhoff verknüpfen nun dieses Bild mit einer Hohenzollerischen Rentmeisterrechnung von 1561: „Item uf den 7. tag Augusti wurden dem Meister Joseph, dem mahler zu Balingen, von meines gnäd. Herrn graf Carls herr vater Itelfriderichen seliger gedechtnus uf ein hülzin tafel 4 schuch hoch aufs fleißigest zu machen zahlt, laut zettels 24 fl. 4 bz.“ Hiermit stellen sie die Identität zwischen dem Meister von Meßkirch und dem Balinger Maler Joseph (Weiß) her.
Wie eindeutig ist diese Verknüpfung nun?
- In Ermangelung von Signaturen beruht die Verknüpfung des Porträts Eitelfriedrichs III. mit dem Meßkircher Altarflügel auf fachmännischer Expertise.

- Bei den zitierten Urkunden handelt es sich ausschließlich um Steuer- und Musterungslisten, in denen von einem Joseph Maler die Rede ist. Unsere heutige Namenskonvention galt damals noch nicht. Ein Vorname und eine Berufsbezeichnung reichten zur eindeutigen, aktuellen Zuordnung einer Person aus. Aber in dem langen Zeitraum zwischen 1502 und 1565 könnte es auch mehrere Josephs mit dem Beruf Maler gegeben haben: z. B. Vater und Sohn, Onkel und Neffe, ja bei dem errechneten Geburtsdatum von 1488 sogar Großvater und Enkel.

- Joseph Maler blieb sein ganzes Leben in Balingen. 1534 erlebte er, so wir von einer Person ausgehen, 46-jährig die Reformation. Als guter Katholik, als den ihn seine Bilder ausweisen, wenn wir von einer Identität ausgehen, ist schwerlich anzunehmen, dass er seiner Arbeit in Balingen ungestraft nachgehen durfte. Das Augsburger Interim 1548 dürfte ihm nochmals eine Verschnaufpause gegeben haben, aber spätestens ab 1552 herrschte wieder Herzog Christophs Kirchenzucht. Sein Bruder Marx Weiß d. J. verließ 1543 Balingen zunächst nach Rottweil und nach 1550 nach Überlingen.

- Auch die Bescheidenheit seines Wohnsitzes lässt nicht unbedingt auf eine erfolgreiche, überregionale künstlerische Tätigkeit schließen.

- Die Tatsache, dass Samson Weiß, der nicht-malende Bruder, eine Erwähnung in der Zimmerischen Chronik[4] findet, die malenden Brüder aber nicht, spricht ebenfalls nicht unbedingt für die Annahme, einen der malenden Brüder Weiß mit den Zimmern und somit dem Meister von Meßkirch in Verbindung zu bringen, obwohl es anderseits auffällt, dass der Chronist bei der ausführlichen Beschreibung der baulichen Aktivitäten seines Onkels Gottfried Werners die künstlerische Gestaltung der vielen Altäre, im Gegensatz zum Beispiel zu den Epitaphien, überhaupt nicht erwähnt. Moraht-Fromm/Westhoff weisen dagegen darauf hin, dass sich Froben Christoph sehr ausführlich ablehnend zu unverhältnismäßig hohen kirchlichen Stiftungen äußert, die schon manches Adelsgeschlecht in den Ruin getrieben hätten.[5] Er könnte also die reichhaltige Ausstattung der Meßkirchener Pfarrkirche mit einem Dutzend Altäre mit den dazugehörigen Pfründen für eine Verschwendung zimmerischen Vermögens gehalten haben, über die besser der Mantel des Schweigens gehüllt würde.

Der Arbeitstitel „Meister von Meßkirch“ hat also weiterhin seine Daseinsberechtigung, auch wenn einige Indizien auf Joseph Weiß, den Maler von Balingen, weisen.